# Primordial Arcana
Primordial Arcana è il settimo album del gruppo musicale statunitense Wolves in the Throne Room, pubblicato nel 2021 dalla Century Media Records.

## Tracce
1. Mountain Magick – 5:55
2. Spirit Of Lightning – 6:24
3. Through Eternal Fields – 5:54
4. Primal Cham (Gift Of Fire) – 5:01
5. Underworld Aurora – 7:29
6. Masters Of Rain And Storm – 10:43
7. Eostre – 3:05
8. Skyclad Passage (Bonus Track) – 5:05

## Formazione

### Gruppo
- Nathan Weaver — chitarra, voce
- Aaron Weaver — batteria, tastiera
- Kody Keyworth — chitarra, voce